# Sepiola rondeletii
Sepiola rondeletii is een inktvissensoort uit de familie van de Sepiolidae. De wetenschappelijke naam van de soort werd voor het eerst geldig gepubliceerd in 1817 door Leach. 
Het soorttype verzameld in de Middellandse Zee bevond zich in het Muséum National d'Histoire Naturelle in Parijs. Het bestaat echter niet meer.

## Kenmerken
Vrouwtjes bereiken een mantellengte van 60 mm (meestal zijn ze echter 40 tot 55 mm groot), mannetjes worden niet groter dan 25 mm.

## Verspreiding en leefgebied
Deze inktvis komt voor in het noordoosten van de Atlantische Oceaan en de Middellandse Zee, inbegrepen de Straat van Sicilië, de Egeïsche Zee, Adriatische  Zee, Zee van Marmara, de Levantijnse Zee. In het noordoosten van de Atlantische Oceaan reikt hun habitat van de Noordzee tot Senegal.